# Johan Rheynek
Johan Rheynek, död 1535 var en tysk filosofie doktor och kansler i svensk tjänst under Gustav Vasa.
Johan Rheynek omnämns första gången i ett brev 1530, då han efter rekommendation av Johannes Dantiscus önskade träda i hertig Albrekt av Preussens tjänst och sägs då komma från Hamburg. Johan Rheynek gifte sig senare med Johannes Dantiscus syster och de båda kom att hålla kontakten genombrevväxling under återstoden av Johans liv. Först 1532 trädde han slutligen i hertigens tjänst, och slog sig ned i Danzig. Redan samma år företog han för hertig Albrekts räkning en resa till Sverige där han förde förhandlingar om en allians mellan Sverige och Preussen. Redan då gjorde han framstötningar om att få träda i svensk tjänst. Under 1533 fungerade han som mellanhand åt Albrekt i ett ingripande till förmån för Nicolaus Copernicus och deltog i förhandlingar med lantmästaren i Livland om Ösel. Rheynek flyttade nu från Danzig till Königsberg. Under 1534 tredubblades hans lön, samtidigt som han dessutom av Albrekt tilldelades räntan av några gods vid Osterode i lön, något som visserligen minskade hans intresse av att söka en ny tjänst. I juli samma år rymde dock Gustav Vasas dåvarande kansler, Wulf Gyler och kungens intresse för att hitta en ny tyskspråkig kansler. Efter förhandlingar mellan hertig Albrekt och kung Gustav om att släppa ifrån sig Johan Rheynek lyckades de båda nå en lösning i slutet av året, och i början av 1535 tillträdde han sin tjänst, efter att på grund av den rådande grevefejden fått lov att resa till Sverige via Livland och Finland. Redan i oktober samma år avlider dock Johan Rheynek, och det kom att dröja till 1538 innan Gustav Vasa fick en ny tysk kansler i Conrad von Pyhy.